# Abderramão IV
Abderramão IV (em árabe: عبد الرحمن بن محمد; romaniz.: Abd ar-Raḥmān al-Murtaḍā), dito Almortada, foi califa de Córdova, da dinastia omíada, em Alandalus (a Espanha islâmica) logo depois de Solimão Almostaim, em 1018. Ele foi assassinado no mesmo ano em Guadix enquanto fugia de uma batalha na qual ele foi desertado pelos aliados que o tinham colocado no poder. 

## História
Abderramão IV era filho de Maomé, filho de Abedal Maleque que, por sua vez, era um dos filhos de Abderramão III. Por isso, ele era bisneto do primeiro califa de Córdova.
Ao se iniciarem as lutas pelo poder em Alandalus nos tempos do califa Hixame II, ele se retirou para a corte cordovesa. Estava refugiado em Valência quando os hamúdidas tomaram o trono pelas mãos de Ali ibne Hamude Anácer em 1018. Abderramão foi então convencido pelos familiares omíadas a se apresentar como pretendente legítimo ao califado.
À frente de um poderoso exército, disposto a marchar contra Córdova após ter conquistado Xaém (em março), soube que Ali ibne Hamude fora assassinado e que seus aliados o haviam traído ao preferirem que seu irmão, que era governador de Sevilha, ocupasse o trono. Os omíadas proclamaram Abderramão califa (em 29 de abril de 1018), que adotou o título (lacabe) de "Almortada" ("O que goza da satisfação divina").
Contudo, Abderramão não se mostrou tão maleável quanto acreditavam seus aliados. Por isso, aproveitando-se de um ataque que as tropas omíadas realizaram contra Guadix, foi traído e, ao invés de cair no campo de batalha, terminou assassinado.